# Emanuel Ciolina Zanoli

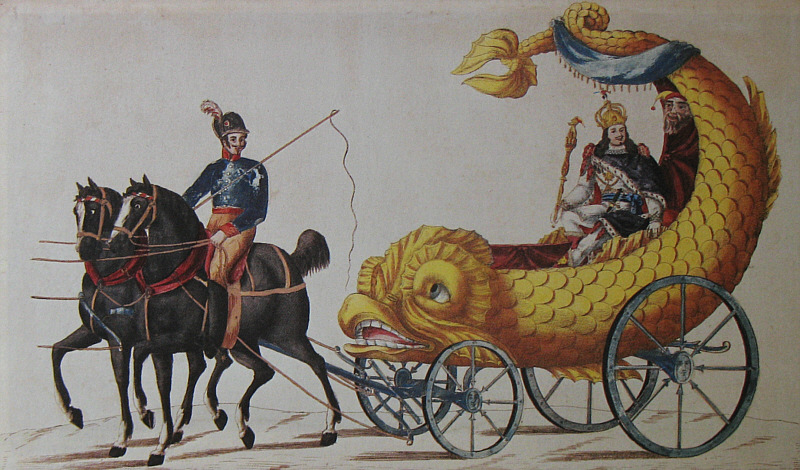
Zeichnung des Wagens von Held Carneval aus dem Jahre 1824

Emanuel Stephan Ciolina Zanoli (* 1796 in Köln; † 11. Dezember 1832 ebenda) war ein Produzent von Kölnisch Wasser und als Held Carneval erster Kölner Karnevalsprinz.

## Biographie
Der Vater von Emanuel Ciolina-Zanoli, Johann Baptist Ciolina genannt Zanoli (* 12. Februar 1759 in Toceno; † 9. Februar 1837 in Köln; Sohn des Stephan Ciolina und der Dominica Zanoli) war im 18. Jahrhundert aus Italien nach Köln gekommen, wo er mit Maria Mechthild Epmundi (* um 1770; † 16. September 1810 in Köln) eine Familie gründete. Emanuels Onkel Carl Arnold Zanoli war zunächst als Gehilfe bei Johann Maria Farina gegenüber dem Jülichs-Platz tätig, dessen Inhaber mit ihm verwandt war, wurde dann Geschäftspartner und machte sich anschließend als Produzent von Eau de Cologne selbständig. Für die nächsten hundert Jahre gehörte das Haus zu den führenden Unternehmen seiner Branche. Im September 1818 übernahm Emanuel Ciolina Zanoli die Leitung des Geschäfts und teilte nach dem Tode des Vaters das Geschäft mit seinem jüngeren Bruder.
Zanoli trug auch als Mitglied des Literaturkränzchens besonders zur „Reform des Kölner  Karnevals“ 1823 bei, die auch im gleichen Jahr zur Gründung der „Großen Carnevals-Gesellschaft“ (heutige: „Die Grosse von 1823“) führte. Die Initiative ging wohl von Mitgliedern der Olympischen Gesellschaft Köln, Ferdinand Franz Wallraf, Matthias Joseph de Noël und deren Freundeskreis sowie weitere Mitgliedern des Literaturkränzchens, die die Ideen für die Festgestaltung lieferten, aus. Hierzu gehörten u. a. Ernst Weyden, Christian Samuel Schier, Johann Baptist Rousseau, Wilhelm Smets und Johann Baptist Farina. Ab dem Folgejahr trafen sich die Mitglieder der Grossen Carnevals-Gesellschaft jährlich um Neujahr zu einer Generalversammlung, um aus ihren Reihen ein „Festordnendes Comitée“ zu wählen, das die Organisation des folgenden Karnevalsfestes übernehmen sollte.
Zanoli übernahm in den Maskenumzügen des Jahres 1823 erstmals die neu geschaffene Rolle des Helden Carneval. Gegen die ursprünglich gewählte Bezeichnung König Karneval hatte die Kölner Polizei Einspruch erhoben, da eine Majestätsbeleidigung befürchtet wurde. Dieser Held Carneval sollte nach den Vorstellungen der Karnevalsreformer „die Erbärmlichkeit des gewöhnlichen Treibens auf Grund seines edlen Charakters in die gewünschten Bahnen lenken und alle Missstände beseitigen“.
Das Gewand des Helden war dem des deutschen Kaisers mit weißem Unterkleid samt goldener Kette und einem mit Hermelin besetztem Mantel nachempfunden, um auf den früheren Kölner Status als Freie Reichsstadt bis 1794 hinzuweisen. Dazu trug er eine goldene Krone mit Pfauenschweif, Symbol der Unsterblichkeit. In der rechten Hand hielt er ein Zepter, in der linken eine „Waffe“, die heutige Pritsch. Zu seiner Inthronisierung wurde ein Karnevalslied geschrieben, das lange das Eröffnungslied auf allen Sitzungen war.
Ein Dreigestirn gab es noch nicht, aber 1823 eine „Jungfrau“, die die Stadtgründerin Agrippina personifizieren sollte.<Im Jahr darauf wurde eine Prinzessin Venetia, dargestellt von Bankierssohn Simon Oppenheim, vom Helden mit großem Zeremoniell empfangen und ihr ein Fläschchen Eau de Cologne durch den Hofnarren überreicht. 
1824 bat Emanuel Zanoli den Professor für Botanik in Bonn, Christian Gottfried Daniel Nees von Esenbeck, der mit Goethe in Verbindung stand und den Kölner Karneval regelmäßig besuchte, die „diesjährige Karnevalsliteratur, Programm, Lieder und Zettel, dem berühmten Dichter, dem klassischen Schilderer des römischen Narrenfestes, zu übersenden und ihm die Bitte zu äußern, daß er den kölnischen Karneval durch irgend eine öffentliche Erwähnung ehren möge“. Goethe kam dieser Bitte nach und schrieb im Jahr darauf das Gedicht Der Kölner Mummenschanz: „Löblich wird ein tolles Streben, Wenn es kurz ist und mit Sinn“, heißt es darin.
Zanoli übernahm die Rolle des Helden Carneval mehrere Jahre, zuletzt 1829. Im Jahre 1830 wurde der öffentliche Umzug von der Regierung untersagt; an die Stelle des Helden Carneval trat der Hanswurst.
Ohne leibliche Nachkommen zu hinterlassen, starb Emanuel Ciolina-Zanoli 1832 in Köln, nach zweijähriger Ehe.